# 하네다 공항 제3터미널역
하네다공항 제3터미널역(일본어: 羽田空港第3ターミナル駅、はねだくうこうだいさんターミナルえき 하네다쿠코다이산타미나루에키[*])
(영어: Haneda Airport Terminal 3 Station)은,
일본 도쿄도 오타구에 있는 게이힌 급행 전철과도쿄 모노레일의 철도역이다. 게이큐의 역번호는 KK16이다.

도쿄 모노레일의 역번호는 MO 08이다.

## 승강장

### 게이힌 급행 전철
- 스크린도어가 설치되어 있다.

2면 2선의 상대식 승강장이다.
스크린도어가 설치될 예정이다.
| 1 | 게이큐 공항선 | 전 열차 하네다 공항 제1·제2터미널 행 |
| 2 | 게이큐 공항선 | 요코하마 · 시나가와 · 신바시 · 니혼바시 · 아사쿠사 · 오시아게 · 인바니혼이다이 · 나리타 공항 · 시바야마치요다 방면 ( 도영 아사쿠사 선· 호쿠소 선· 게이세이 본선· 게이세이 나리타 공항선) |

### 도쿄 모노레일
- 스크린도어가 설치되어 있다.

| 1 | ■ 도쿄 모노레일 하네다 선 | 하네다 공항 제1터미널 · 하네다 공항 제2터미널 방면 |
| 2 | ■ 도쿄 모노레일 하네다 선 | 유통 센터 · 덴노즈 아일 · 모노레일 하마마쓰초 방면 |

## 역 주변
- 도쿄 국제공항 국제선 터미널
- 도쿄 모노레일 하네다 공항 국제선 빌딩역

## 역사
- 2010년 10월 21일: 영업 개시.
- 2020년 3월 14일: 하네다공항 여객 터미널 빌딩의 명칭 변경에 따라, 양노선의 역명을 「하네다공항 제3터미널역」으로 개칭[3][4].

## 갤러리

### 게이큐선

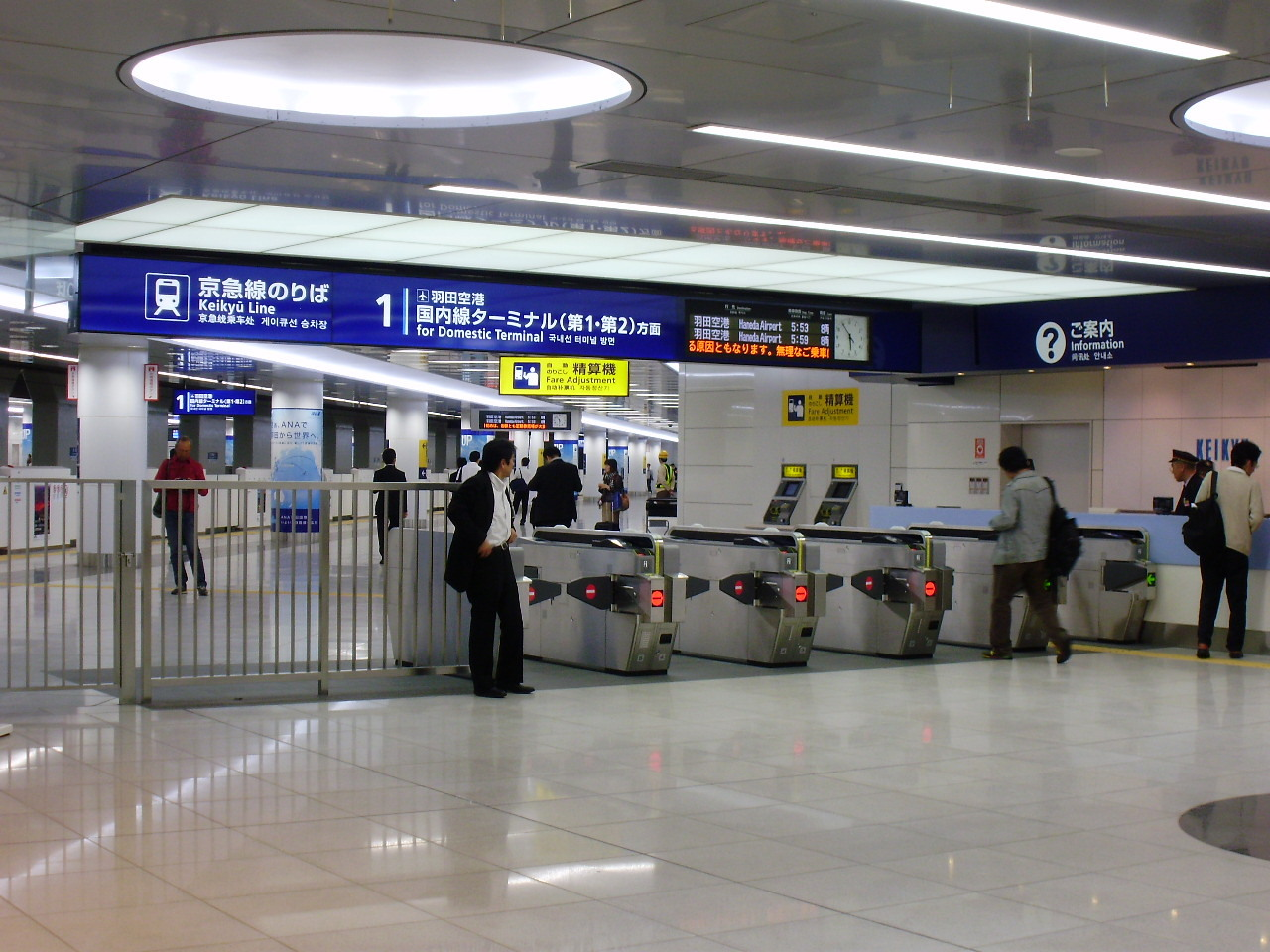
1번 승강장 개찰구
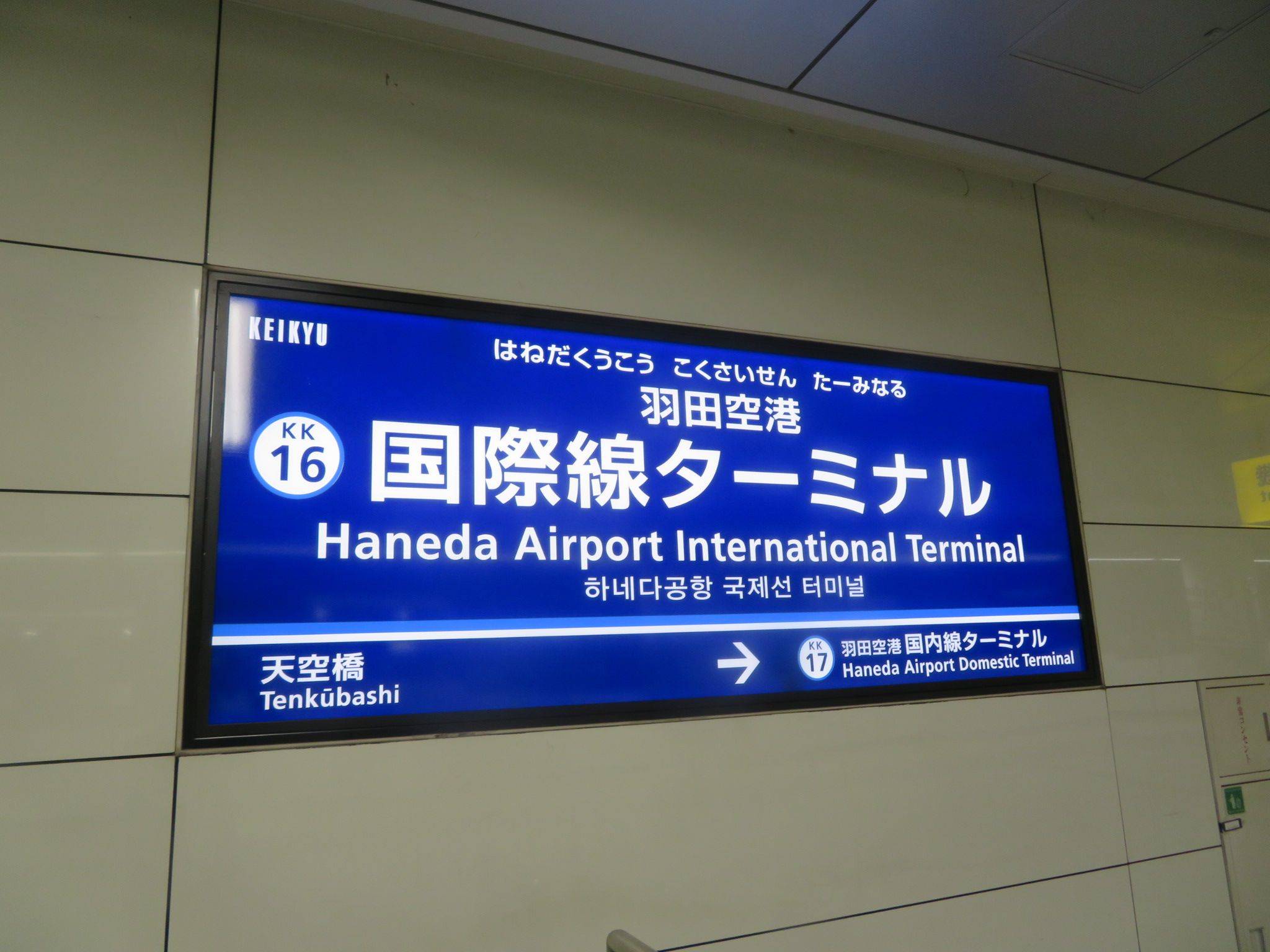
국제선터미널역 시대의 역명판

### 도쿄 모노레일

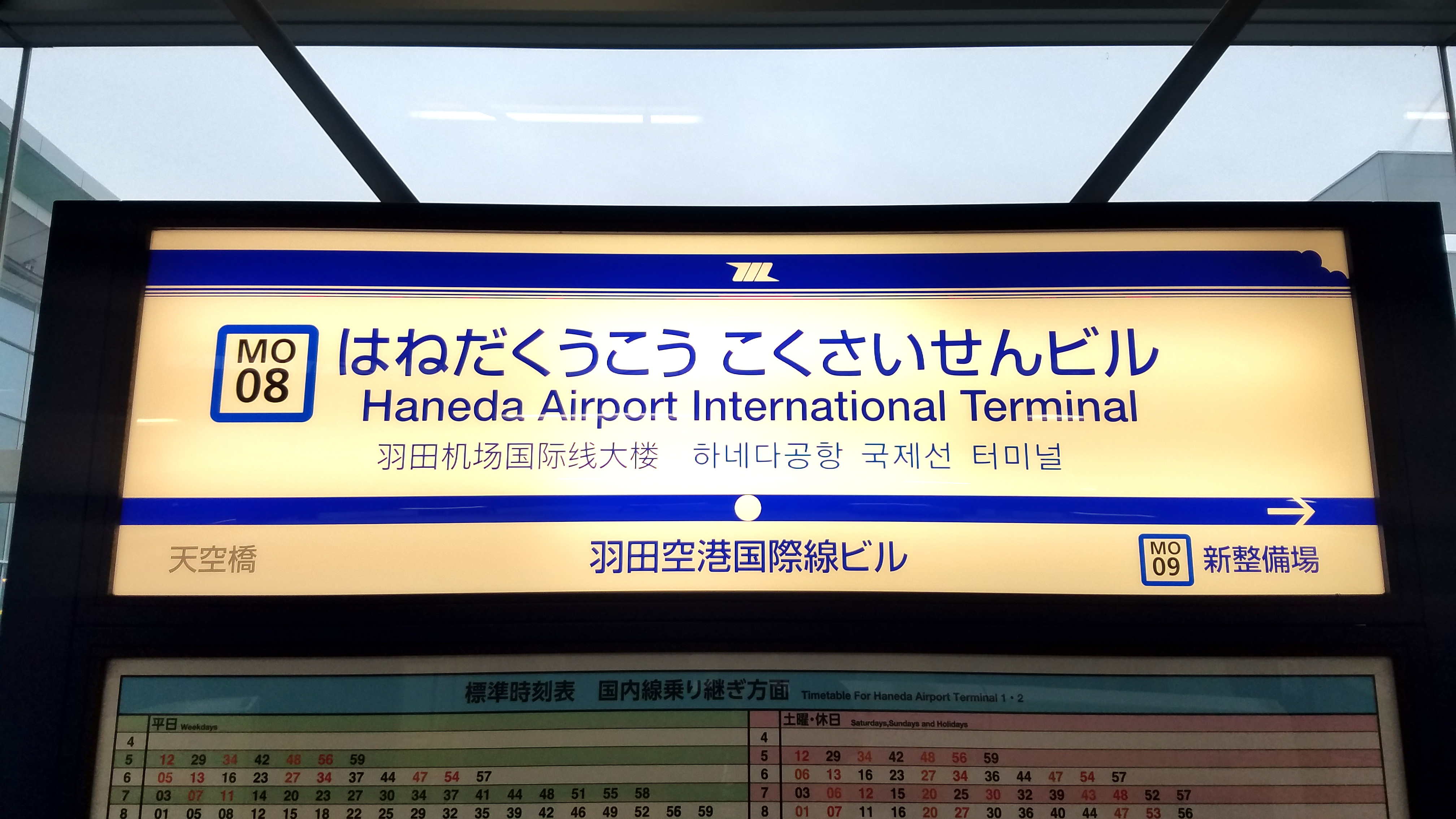
국제선 빌딩역 시대의 역명표

## 인접한 역
| 게이힌 급행 전철 공항선                     | 게이힌 급행 전철 공항선                     | 게이힌 급행 전철 공항선             |
| ------------------------------------------- | ------------------------------------------- | ----------------------------------- |
| KK01 시나가와 센가쿠지 방면                 | ■ 게이큐 공항선 에어포트 쾌특               | KK17 하네다 공항 제1·제2터미널 방면 |
| KK11 게이큐 가마타 센가쿠지 · 요코하마 방면 | ■ 게이큐 공항선 쾌특                        | KK17 하네다 공항 제1·제2터미널 방면 |
| KK15 덴쿠바시 센가쿠지 · 신즈시 방면        | ■ 게이큐 공항선 특급 · 에어포트 급행 · 보통 | KK17 하네다 공항 제1·제2터미널 방면 |

| 도쿄 모노레일 하네다 선                  | 도쿄 모노레일 하네다 선            | 도쿄 모노레일 하네다 선                               |
| ---------------------------------------- | ---------------------------------- | ----------------------------------------------------- |
| MO 01 모노레일 하마마쓰초 방면           | ■ 도쿄 모노레일 하네다 선 공항쾌속 | MO 10 하네다공항 제1터미널 하네다 공항 제2터미널 방면 |
| MO 04 유통 센터 모노레일 하마마쓰초 방면 | ■ 도쿄 모노레일 하네다 선 구간쾌속 | MO 10 하네다공항 제1터미널 하네다공항 제2터미널 방면  |
| MO 07 덴쿠바시 모노레일 하마마쓰초 방면  | ■ 도쿄 모노레일 하네다 선 보통     | MO 09 신정비장 하네다공항 제2터미널 방면              |